# Йордан Ернандес
Йордан Ален Ернандес Морехон (ісп. Yordan Alain Hernández Morejón; 12 березня 1996) — кубинський, а потім болгарський боксер, чемпіон літніх юнацьких Олімпійських ігор, призер Європейських ігор та чемпіонату Єропи.

## Аматорська кар'єра
2014 року став чемпіоном молодіжного чемпіонату світу, вигравши у фіналі у Тоні Філіпі (Хорватія). Через чотири місяці на II Юнацьких Олімпійських іграх знов став чемпіоном, вдруге вигравши у фіналі у Тоні Філіпі.
З 2022 року виступає за збірну Болгарії. На чемпіонаті Європи 2022 програв у першому бою.
На Європейських іграх 2023 завоював бронзову медаль.
- В 1/8 фіналу переміг Дієго Ленці (Італія) — 4-1
- У чвертьфіналі переміг Йонаса Яжевічіуса (Литва) — 5-0
- У півфіналі програв Делішесу Орі (Велика Британія) — 0-5

На чемпіонаті світу 2023 програв у першому бою.
На чемпіонаті Європи 2024 завоював бронзову медаль.
- В 1/8 фіналу переміг Даніеля Алагича (Боснія і Герцоговина) — 5-0
- У чвертьфіналі переміг Ніколає Бурдюя (Молдова) — RSC R1
- У півфіналі програв Аюб Гадфа (Іспанія) — BR5:2 R3